# Wynton Rufer
Wynton Rufer, född 29 december 1962, är en nyzeeländsk före detta professionell fotbollsspelare. Han utsågs till årets spelare i Oceanien 1989, 1990 och 1992.

## Klubbkarriär
Rufer slog igenom i början av 1980-talet hemma i Nya Zeeland och fick som förste nyzeeländare någonsin ett proffskontrakt när han skrev kontrakt med den engelska klubben Norwich City FC. Han blev dock nekad arbetstillstånd i England och valde då att istället flytta till den schweiziska klubben FC Zürich istället. Han kom att spela fyra säsonger innan han gick vidare och spelade de andra schweiziska klubbarna FC Aarau och FC Grasshoppers.
1989 gick Rufer till den tyska klubben SV Werder Bremen. Där blev han, under Otto Rehhagels ledning, tysk mästare och var även med om att vinna Cupvinnarcupen 1992. Han gjorde det avgörande 2-0 målet i finalen i Cupvinnarcupen mot AS Monaco. Han spelade totalt 174 matcher och gjorde 59 mål för Werder Bremen innan han flyttade från Tyskland.
Han spelade därefter en säsong i den japanska klubben JEF United Ichihara innan han återgick till Tyskland när hans gamle tränare från åren i Werder Bremen, Otto Rehhagel, ville ha med honom när han tog över 1. FC Kaiserslautern som hade åkt ur Bundesliga. Han blev klubbens bäste målskytt när de vann 2. Bundesliga, men han lämnade sedan klubben och var aldrig med när de säsongen därpå blev tyska mästare som nykomlingar.
Därefter trappade Rufer ner karriären genom att flytta tillbaka ner till hemlandet Nya Zeeland och under slutet av karriären var han även spelande tränare för några av de lag han spelade för. Han var 2014-2015 tränare för Papua Nya Guineas herrlandslag.

## Landslagskarriär
Rufer debuterade i Nya Zeelands landslag som artonåring 1980. Han var yngste spelare i Nya Zeelands lag i VM 1982 i Spanien. Totalt spelade han 23 landskamper för Nya Zeeland och gjorde 12 mål.